# Гіпертензія білого халата
Гіпертензія білого халата, також відома як синдром білого халата, є формою лабільної гіпертензії при якій рівень артеріального тиску у людей перевищує нормальний діапазон в умовах лікарні, при відсутності цього явища в інших умовах. Вважається, що це явище пов'язане із тривогою, яка відчувається під час відвідування лікарні. Як еталон використовується артеріальний тиск пацієнта виміряний удень поза лікарнею, оскільки він враховує звичайні рівні щоденного стресу.
Замаскована гіпертензія — це протилежне явище, за якого артеріальний тиск пацієнта перевищує нормальний діапазон під час повсякденного життя, але не в умовах лікарні.

## Діагностика
У дослідженнях гіпертензію білого халата можна визначити як наявність визначеного підвищеного середнього артеріального тиску в умовах клініки, хоча його немає, коли пацієнт перебуває вдома.
Діагностика ускладнюється через ненадійність традиційних методів виявлення. Ці методи часто передбачають взаємодію з медичними працівниками, і результати часто погіршуються переліком факторів, включаючи мінливість артеріального тиску людини, технічні неточності, тривогу пацієнта, невідповідний розмір манжети приладу (сфігмоманометра), який використовується для вимірювання артеріального тиску, нещодавнє вживання пресорних речовин і розмова під ча вимірювання. Автоматичне вимірювання артеріального тиску протягом 15-20 хвилин у тихій частині кабінету лікаря чи лікарні може зменшити (але не виключити) неправильні вимірювання артеріального тиску.
У людей з гіпертензією «білого халата» не спостерігається ознак тремтіння, підвищення артеріального тиску часто не супроводжується тахікардією. Це підтверджується дослідженнями, які неодноразово вказують на те, що 15 %–30 % тих, хто вважався, що мають легку гіпертензію в результаті вимірювань в умовах лікарні або кабінета лікаря, демонструють нормальний артеріальний тиск і не мають незвичної реакції на подразник. Ці особи не показали жодних специфічних характеристик, таких як вік, які могли б свідчити про більшу схильність до гіпертензії білого халата.
Амбулаторний моніторинг артеріального тиску та самовимірювання пацієнтом за допомогою домашнього тонометра все частіше використовується для диференціації пацієнтів із гіпертензією білого халата або тих, хто відчуває ефект білого халата, від пацієнтів із хронічною гіпертензією. Це не означає, що ці методи безпомилкові. Денні амбулаторні показники, попри врахування стресів у повсякденному житті під час повсякденної роботи пацієнта, все ще чутливі до впливу щоденних змінних, таких як фізична активність, стрес і тривалість сну. Встановлено, що амбулаторний моніторинг є більш практичним і надійним методом виявлення пацієнтів з гіпертензією білого халата та для прогнозування ураження органів-мішеней. Попри це, діагностика та лікування гіпертензії білого халата залишається суперечливим.
Дослідження 2006 року за участю 98 пацієнтів показало, що домашнє вимірювання артеріального тиску є таким же точним, як і 24-годинний амбулаторний моніторинг у визначенні рівня артеріального тиску.
Використання патернів дихання було запропоновано як метод ідентифікації гіпертензії білого халата.
В одному турецькому дослідженні за участю 438 пацієнтів 38 % мали нормальний тиск, 43 % мали гіпертензію білого халата, 2 % мали замасковану гіпертензію і 15 % мали стійку гіпертензію. Навіть пацієнти, які приймають ліки від стійкої гіпертензії та мають нормальний тиск вдома, можуть проявити гіпертензію білого халата в офісі.

## Вплив на лікування
Коли артеріальний тиск вимірюється лише в умовах клініки, може бути поставлений неправильний діагноз гіпертензії, тоді як у людини насправді є гіпертензія білого халата. Загалом люди з гіпертензією білого халата мають нижчу захворюваність, ніж пацієнти зі стійкою гіпертензією, але вищу захворюваність, ніж клінічно нормотензивні.